# کاویت (ملکه)
| k · A | w | i | t · B1 |

| k · A | w | i | t · B1 |

کاویت (انگلیسی: Kawit) یک ملکه همسر در مصر باستان بود که در دوران حکمرانی دودمان یازدهم مصر زندگی می‌کرد. وی از همسران درجه‌پایین‌تر فرعون منتوحتپ دوم بود. آرامگاه او (شماره DBXI.9) و یک نیایشگاه کوچک تزئین‌شده در پشت بنای اصلی معبد شوهرش در دیر البحری یافت شد؛ در کنار آرامگاه‌های پنج زن دیگر به نام‌های عاشیت، هنحنت، کِمسیت، ساده و مایت. از میان این شش زن، او و سه نفر دیگر دارای القاب سلطنتی بودند. بیشتر این زنان نیز کاهنه‌های ایزدبانو حاثور بودند، بنابراین ممکن است دفن آن‌ها بخشی از مناسک مذهبی مرتبط با این الهه بوده باشد. از سوی دیگر، احتمال دارد که این زنان دختران اشرافی بوده‌اند که شاه برای کنترل و نظارت، آن‌ها را در نزدیکی خود نگاه داشته است.
تابوت سنگی کاویت (با شماره جی‌ئی ۴۷۳۹۷) اکنون در موزه مصر در قاهره نگهداری می‌شود. در نقش برجسته‌ای روی این تابوت، ملکه با موهای کوتاه بر صندلی نشسته است؛ خدمتکاری در حال آرایش موهای اوست و دیگری نوشیدنی برایش می‌ریزد. بر روی تابوت او تنها عنوان «کاهنه» و «زینت پادشاه» آمده که عنوانی درباری برای بانوان اشرافی است. عنوان سلطنتی او فقط در نیایشگاهش دیده شده است. در آرامگاه او همچنین شش پیکرهٔ مومی کوچک از کاویت در تابوت‌های چوبی کوچک پیدا شد که ممکن است نمونه‌های اولیهٔ اوشابتی (مجسمه‌های خدمتکار در جهان پس از مرگ) باشند.
تصویر کاویت همچنین در نقش‌برجسته‌های معبد تدفینی منتوحتپ دوم نیز دیده می‌شود. اگرچه این نقوش امروزه آسیب فراوان دیده‌اند، اما به نظر می‌رسد که او در صحنه‌ای در میان ردیفی از زنان سلطنتی نمایان شده بود. در قطعات باقی‌مانده، او پیش از ملکه کِمسیت دیده می‌شود و لقب «همسر محبوب پادشاه» برای او ذکر شده است. القاب کاویت عبارت بودند از همسر محبوب پادشاه، زینت پادشاه، زینت یگانه پادشاه، کاهنه حاثور.